# Plebicula rjabovi
Plebicula rjabovi är en fjärilsart som beskrevs av Obraztsov 1936. Plebicula rjabovi ingår i släktet Plebicula och familjen juvelvingar. Inga underarter finns listade i Catalogue of Life.